# Chuyến bay 3142 của LAPA
Chuyến bay 3142 của LAPA là chuyến bay theo lịch trình Buenos Aires - Córdoba do hãng hàng không Argentina Líneas Aéreas Privadas Argentinas khai thác đã gặp tai nạn vào ngày 31 tháng 8 năm 1999 lúc 20:54 giờ địa phương trong khi cố gắng cất cánh từ sân bay Aeroparque Jorge Newbery và không thể bay được. Vụ tai nạn đã khiến 65 người thiệt mạng (63 người trên máy bay và 2 người trên xe ô tô).

## Máy bay và phi hành đoàn

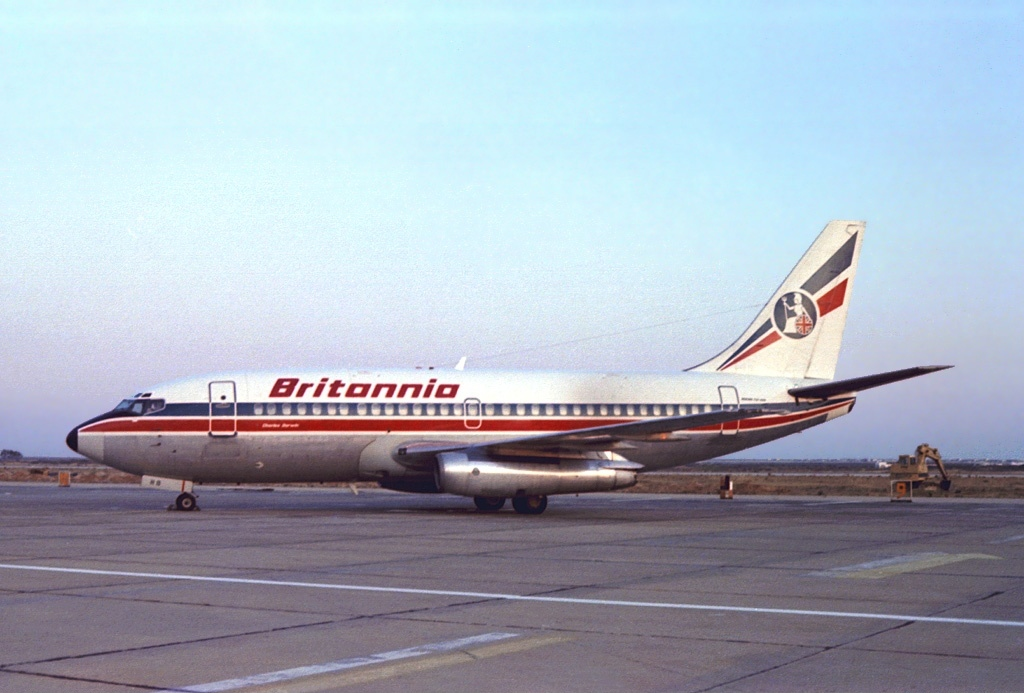
Chiếc 737 gặp nạn khi đang được hãng Britania Airways vận hành, ảnh chụp năm 1984 (17/04/1970 - 01/02/1990)

Máy bay này là một chiếc Boeing 737-204C, đăng ký LV-WRZ, số sản xuất 20389, động cơ JT8D-9A. Nó bay lần đầu tiên vào ngày 14 tháng 4 năm 1970, được Boeing giao cho Britannia Airways vào ngày 17 tháng 4 năm đó. Nó đã được đăng ký G-AXNB.

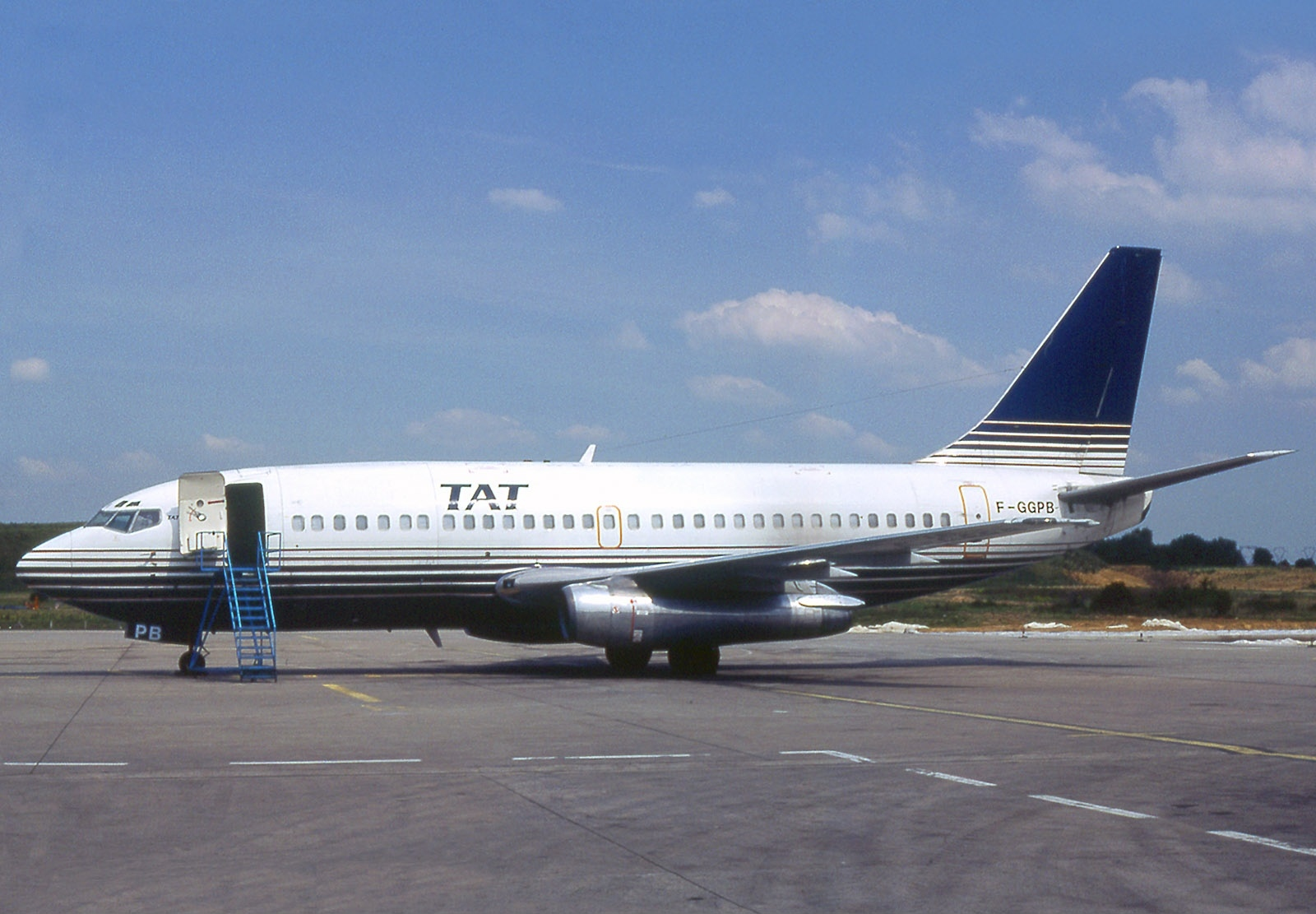
Chiếc 737 gặp nạn khi đang được TAT European Airlines vận hành tại sân bay quốc tế Charles de Gaulle, Paris, Pháp, ảnh chụp vào tháng 6 năm 1990 (01/02/1990 - 21/12/1996)

Gần 20 năm sau, vào ngày 1 tháng 2 năm 1990, chiếc máy bay đã được bán cho hãng hàng không TAT European Airlines của Pháp và được đăng ký F-GGPB.
Cuối cùng, LAPA đã mua chiếc máy bay này vào ngày 21 tháng 12 năm 1996 và được đăng ký LV-WRZ. Vào thời điểm xảy ra tai nạn, nó đã tích lũy được 64.564 giờ bay và 38.680 chu kỳ cất cánh/hạ cánh. Máy bay đã 29 tuổi và 139 ngày tại thời điểm vụ tai nạn xảy ra.
Cơ trưởng Gustavo R. Weigel (45 tuổi) và cơ phó Luis Etcheverry (31 tuổi). Cơ trưởng Weigel đã có 6.500 giờ bay, trong đó 1.700 giờ trên chiếc 737, loại máy bay gặp tai nạn. Cơ phó Etcheverry đã bay khoảng 600 trong số 4.000 giờ trên chiếc 737. Cả hai phi công đã thiệt mạng trong vụ tai nạn.
Đối với hai phi công, báo cáo của JIAAC nói rằng "hồ sơ về chuyến bay và huấn luyện giả lập của họ cho thấy các đặc điểm bay âm lặp đi lặp lại, và nếu họ có thể tránh xa những đặc điểm này khi gặp khó khăn, thái độ kém cỏi của họ thể hiện một lần nữa trong thái độ thoải mái như trong buồng lái của chuyến bay 3142".
Mặc dù báo cáo nói trên đã tuyên bố rằng "các phi công đã đáp ứng các yêu cầu về kỹ thuật và tâm lý" và rằng "kinh nghiệm của họ, cả trong chuyến bay nói chung và với loại máy bay này phù hợp với công việc họ đang thực hiện", vụ kiện sau đó đã xác định rằng cơ trưởng Weigel không phù hợp để bay, vì giấy phép của ông đã hết hạn.
Mặc dù những vấn đề cá nhân xung quanh các phi công có ảnh hưởng rất lớn đến vụ tai nạn, cuộc điều tra pháp lý được thực hiện trong những năm sau đó tập trung vào việc chứng minh rằng các phi công không hoàn toàn đổ lỗi, nhưng sự thiếu kiểm soát của tổ chức Không quân và LAPA cũng đóng một vai trò trong các sự kiện dẫn đến vụ tai nạn.

## Tai nạn
Khi máy bay bắt đầu hoạt động cất cánh, hệ thống cảnh báo cất cánh (TOWS) phát ra âm thanh báo động trong buồng lái, cho thấy máy bay đang trong quá trình chưa thể cất cánh. Cơ trưởng và cơ phó đã phớt lờ cảnh báo và tiếp tục cất cánh, không nhận ra rằng cánh tà không được mở, do đó ngăn máy bay cất cánh. Chiếc 737 trượt khỏi đường băng, vượt qua hàng rào vành đai của sân bay, băng qua một con đường, đâm vào một chiếc ô tô và cuối cùng va chạm với một nhà máy khí đốt gần sân bay. Nhiên liệu tràn qua các động cơ nóng và khí gas rò rỉ từ nhà máy khí đốt dẫn đến hỏa hoạn, phá hủy máy bay.
Tổ chức Junta de Investigacès de Accidentes de Aviación (JIAAC) xác định rằng các phi công đã không bật cánh tà khi cất cánh. Việc truy tố hình sự tập trung vào việc chứng minh rằng các chính sách và tổ chức của công ty, thiếu sự kiểm soát của Không quân Argentina, là những yếu tố chính dẫn đến vụ tai nạn. Chẳng hạn, người ta đã đề cập rằng một phi công được phép bay mà không có giấy phép của công ty. Vì những sai sót nhận thức này, một số giám đốc của LAPA và nhân viên Không quân chịu trách nhiệm giám sát của LAPA đã bị đưa ra xét xử tại tòa án.

## Video
Video này được một hành khách không rõ danh tính quay khi chiếc máy bay này cất cánh tại sân bay Jorge Newbery vào ngày 30 tháng 8 năm 1999, 1 ngày trước khi gặp tai nạn (https://www.youtube.com/watch?v=OlFrYT6aWWQ)

## Mô phỏng
Chuyến bay 3142 của LAPA - Mô phỏng tai nạn (https://www.youtube.com/watch?v=eg9Eq2g2MuI)

## Kênh truyền hình
Vụ tai nạn đã truyền cảm hứng trong tập 9, mùa 17 của Mayday - Air Crash Investigation trên kênh National Geographic. Tập phim có tiêu đề "Deadly Discussions" (tạm dịch: Các cuộc trò chuyện nguy hểm), phát sóng ngày 3 tháng 10 năm 2017.